# 内向き志向
内向き志向（うちむきしこう）とは、国家や個人が対外的な行動を避けるような行動を指向すること。

## 国家
国家の内向き志向の政策はInward-looking policyという。経済面では保護主義的な政策を重視する傾向についていうことが多い。

### 英国
2016年のイギリスの欧州連合離脱是非を問う国民投票での離脱派の勝利は、世界各国での保護主義的な傾向を強めることになるのではないかとの見方がある

### 米国
米国ではドナルド・トランプ政権が貿易赤字の縮小を重視し保護主義的な政策を打ち出したことから、2017年4月に国際通貨金融委員会（IMFC）が内向き志向の政策を回避すべきとの声明を発表した。

## 個人
個人レベルでは海外就職・赴任や留学を望まない若者が増えるなど、国際的な人材の減少・若者の挑戦する意欲が薄れることで、国の将来に悪影響を及ぼすのではないかという問題を指す。

### 日本
日本から海外への留学者数の推移は、2004年をピークに減少している。特に、アメリカへの留学者数は、2000年前後をピークとして半減している。かつて、アメリカへのアジア諸国からの留学生は日本人が最も多かったが、現在は中国人、インド人、韓国人より大幅に下回っている。しかし、全体数となる学生の減少や、アメリカ以外の国への留学先分散を加味すれば、内向き説はあたらないとする意見も多い。

日本政府は「グローバル人材育成推進会議」を開催し、国際舞台で活躍できる人材育成を後押しするための方策を打ち出すこととしている。
オタク文化やアニメの普及に伴い洋楽や洋画は存在感が低下している。映画批評家の前田有一は「そもそも米国に対する憧れがなくなったことも大きい」「米国を“豊かな国”としてカルチャーやライフスタイルを真似していたのは、ぎりぎり今の40代後半（※2023年時点）まででしょう。ハリウッド大作も憧れのひとつでしたが、今の20代、30代には数ある国のひとつでしかありません」と分析している。